# Bernd Kauffmann
Bernd Kauffmann (* 30. Dezember 1944 in Ahaus) ist ein deutscher Kulturmanager und Jurist. Nach über zehnjähriger Tätigkeit in leitenden Funktionen im Niedersächsischen Kultusministerium und dem Aufbau der Stiftung Niedersachsen als deren erster Generalsekretär war er von 1992 bis 2001 u. a. als Präsident der Stiftung Weimarer Klassik, als Intendant des Kunstfestes Weimar und als Generalbeauftragter der „Weimar 1999 – Kulturhauptstadt Europas GmbH“ in der Stadt Weimar tätig. Von Juni 2001 bis Dezember 2014 war er Generalbevollmächtigter der Stiftung Schloss Neuhardenberg; von 2003 bis 2020 war er auch Künstlerischer Leiter der „Movimentos Festwochen“ der Autostadt in Wolfsburg. Seit 2015 ist er Gesellschafter und Consortialmitglied der Moving Points GmbH.

## Biographie
Bernd Kauffmann wurde 1944 als viertes Kind des Arztes Clemens Kauffmann und seiner Ehefrau Edith, geb. Tyrell, geboren. Seine schulische Ausbildung erhielt er am Aloisiuskolleg in Bad Godesberg und am Canisius-Kolleg Berlin. Während des Studiums der Publizistik und der Rechtswissenschaften in Berlin und Hamburg (Abschluss: I. und II. Staatsexamen) arbeitete Kauffmann als Regieassistent und in der Dramaturgie des Thalia Theaters Hamburg. 1975 war er neben Rechtsanwaltstätigkeit in Hamburg wissenschaftlicher Mitarbeiter im Niedersächsischen Landtag in Hannover. 1976 übernahm er die Leitung des Referats Presse- und Öffentlichkeitsarbeit im Niedersächsischen Kultusministerium. Von 1978 bis 1984 leitete er das Ministerbüro der Kultusminister Werner Remmers und Georg-Berndt Oschatz.
1984 wurde Bernd Kauffmann Abteilungsleiter im Niedersächsischen Kultusministerium und 1987 Gründungsgeneralsekretär der Stiftung Niedersachsen. Er prägte durch mehrtägige internationale Konferenzen zu den Themen „Geist und Natur“ (1988), „Was macht den Menschen krank?“ (1989) und „Die Aktualität des Ästhetischen“ (1992) das Profil der Stiftung und gründete 1990 das Festival Theaterformen, dessen künstlerische Leitung er in den Jahren 1990 und 1991 mit Theaterregisseur Peter Ries teilte.
1992 wurde Kauffmann als Präsident der Stiftung Weimarer Klassik nach Weimar berufen. Von 1996 bis Anfang 2000 war er vom Präsidentenamt beurlaubt, um als Generalbevollmächtigter der „Weimar 1999 - Kulturhauptstadt Europas GmbH“ das Programm der Kulturhauptstadt zu planen und zu realisieren. Ziel war es unter anderem, anlässlich des 250. Geburtstags Johann Wolfgang Goethes den Glanz der Klassikerstadt mit dem „Zivilisationsbruch der Nationalsozialisten im Konzentrationslager Buchenwald auf dem Ettersberg“ zu konfrontieren. Mit der im März 1999 eröffneten detailgetreuen Kopie von Goethes Gartenhaus in unmittelbarer Nähe des Originals sollte anhand der Frage „Wie wirklich ist die Wirklichkeit?“ ein Nachdenken über die „Aura des Originals“ und ihre Reproduzierbarkeit in der sich ausdehnenden Mediengesellschaft angeregt werden. In das Veranstaltungsjahr 1999 fiel auch der sogenannte „Bratwurstkrieg von Weimar“ der durch Kauffmanns Verbot der Bratwurstzubereitung an Open-Air-Spielstätten der veranstaltenden GmbH entstand. Von April 2000 bis Mai 2001 kehrte er in das Präsidentenamt zurück. Von 1993 bis 2001 war er zusätzlich Intendant des Kunstfestes Weimar. Kauffmanns Wirken in Weimar wurde sowohl von der Landes- und Stadtpolitik als auch den Medien ebenso zustimmend wie kritisch betrachtet. Die in Zusammenarbeit mit dem französischen Bildhauer Daniel Buren geplante künstlerische Gestaltung des zentralen Rollplatzes scheiterte am Protest der Bevölkerung, während das Projekt „Zeitschneise“ zwischen Buchenwald und Schloss Ettersburg, basierend auf einer Initiative des Architekten Walther Grunwald, positiv aufgenommen wurde. In den Jahren 1996 bis 2000 war er zudem Vorsitzender des Kulturrates der Weltausstellung Expo 2000 Hannover.
Im Jahr 1999 gründete Kauffmann zusammen mit dem Dirigenten Daniel Barenboim und dem Literaturwissenschaftler Edward Said das West-Eastern Divan Orchestra in Weimar. Im darauffolgenden Jahr gelang es ihm, mit Hilfe von EU-Mitteln die Fortführung des Projektes sicherzustellen. Eine dauerhafte Bindung an die Stadt Weimar gelang nicht. Das Projekt wird nach Stationen in Chicago und Sevilla in Berlin fortgeführt.
Von Juni 2001 bis Dezember 2014 war Bernd Kauffmann Generalbevollmächtigter der Stiftung Schloss Neuhardenberg. Von 2003 bis 2007 war er zusätzlich ehrenamtlicher Vorstandsvorsitzender der Kleist-Gedenk- und Forschungsstätte e.V. (Kleist-Museum) in Frankfurt (Oder). Von 2003 bis 2020 war er Künstlerischer Leiter der Movimentos Festwochen der Autostadt in Wolfsburg (von 2009 bis 2016 gemeinsam mit Maria Schneider); die geplante Festivalausgabe 2020 wurde wegen der Corona-Pandemie abgesagt. Daneben ist Bernd Kauffmann seit 2015 Gesellschafter und Consortialmitglied der Moving Points GmbH, die u. a. für die Planung und Realisierung internationaler Kulturprojekte sowie die Beratung von Unternehmen und Institutionen aus Politik und Wirtschaft verantwortlich ist.
Für seine Arbeit in Weimar wurde Kauffmann im Jahre 2024 von der Stadt Weimar mit dem Weimar-Preis ausgezeichnet. Laudator Volkhard Knigge betonte in seiner Rede, dass es Kauffmann gelungen sei das „Kunstverständnis in Weimar entstaubt“ zu haben und „die Untrennbarkeit von Weimar und Buchenwald, Klassik und Konzentrationslager als einen zentralen Bestandteil des kulturellen Erbes der Stadt in den Fokus zu rücken.“ Gerlinde Sommer bezeichnete die Auszeichnung als die „überfällige Würdigung des unbequemen Bernd Kauffmann.“

## Auszeichnungen
- Hans-Prinzhorn-Medaille (1993)
- Bundesverdienstkreuz I. Klasse (2001)
- Ehrenpreis des Ministerpräsidenten des Landes Brandenburg (2014)
- Weimar-Preis (2024)[29][30]

## Veröffentlichungen
- mit Klaus Jörk und Rocque Lobo (Hrsg.): Was macht den Menschen krank? 18 Kritische Analysen. Birkhäuser Verlag, Basel 1991, ISBN 3-7643-2583-6.
- mit Wolfgang Welsch, Ivo Frenzel, Bernd Olaf Küppers u. a. (Hrsg.): Die Aktualität des Ästhetischen. Wilhelm Fink Verlag, München 1993, ISBN 3-7705-2896-4.
- mit Gert Theile u. a. (Hrsg.): Weimarer Editionen.
  - Norbert Bolz (Hrsg.): Das Pathos der Deutschen. Wilhelm Fink Verlag, München 1996, ISBN 3-7705-3101-9.
  - Hans-Georg Pott (Hrsg.): Liebe und Gesellschaft. Wilhelm Fink Verlag, München 1997, ISBN 3-7705-3245-7.
  - Norbert Bolz (Hrsg.): Weltbürgertum und Globalisierung. Wilhelm Fink Verlag, München 2000, ISBN 3-7705-3510-3.
- mit anderen (Hrsg.): Edition Stiftung Schloss Neuhardenberg.
  - Staatsziel Kultur! Staatsziel Kultur? Verlag Theater der Zeit, Berlin 2008, ISBN 978-3-940737-43-4.
  - Die Deutsche Einheit: Irrtümer und Umwege. Verlag Theater der Zeit, Berlin 2009, ISBN 978-3-940737-69-4.
  - Regietheater – Theaterregie. Zur Lage des deutschen Theaters. Verlag Theater der Zeit, Berlin 2010, ISBN 978-3-940737-91-5.
  - Mein Kleist. Verlag Theater der Zeit, Berlin 2011, ISBN 978-3-942449-29-8.
- mit Basil Kerski (Hrsg.): Antisemitismus und Erinnerungskulturen im postkommunistischen Europa. fibre Verlag, Osnabrück 2006, ISBN 3-938400-14-5.
- mit Heinz Bude und Joachim Fischer (Hrsg.): Bürgerlichkeit ohne Bürgertum. Wilhelm Fink Verlag, München 2010, ISBN 978-3-7705-4627-5.
- mit Basil Kerski und Tomasz Dabrowski (Hrsg.): Europa, ein unvollendetes Abenteuer. Deutsch-Polnische Dialoge. Dokumentation. Berlin 2010, DNB 1009833820.